# 湖南开放大学
28°08′08″N 112°59′23″E / 28.135577°N 112.989621°E
湖南开放大学，加挂湖南网络工程职业学院牌子，是位于湖南省长沙市的一所公办成人高等学校暨公办高等职业学校。

## 沿革
1979年，湖南省长沙市建立了湖南省广播电视大学，接受中央广播电视大学的指导。是具有成人高等学历教育招生资格的高校，有本科、专科、中专、成人大学和无学历技术性培训，曾获得湖南省“文明高校”、长沙市“园林式单位”等荣誉。
2003年，湖南省人民政府批准成立湖南网络工程职业学院，在湖南电大加挂牌子。
2020年12月24日，湖南广播电视大学转型更名为湖南开放大学庆典在湖南开放大学桂山校区举行，根据《国家开放大学综合改革方案》和《湖南省人民政府关于同意湖南广播电视大学更名为湖南开放大学的批复》，湖南广播电视大学正式更名为湖南开放大学。湖南开放大学作为国家开放大学的湖南区域中心，统一纳入国家开放大学办学体系，业务接受国家开放大学的指导和管理。

## 院系设置
湖南开放大学（湖南网络工程职业学院）设置下列院系（部）：
- 马克思主义学院
- 人文学院
- 信息学院
- 网络技术学院
- 经济管理学院
- 法学院
- 应用技术学院
- 社会教育学院
- 培训学院
- 直属分校
- 终身教育研究所

（湖南开放大学培训学院、直属分校、终身教育研究所不相应加挂湖南网络工程职业学院牌子。）

## 学校文化
- 校训：让学习伴随一生[5]
- 校风：和谐、进取[註 1] ，拼搏、求索[註 2] [5]
- 学风：日新其知，完善自我[5]
- 教风：学高品敦，允精允诚[5]

## 校友
- 谭本仲，原临澧县人民政府县长、中国共产党汉寿县委员会书记、中国共产党石门县委员会书记。

## 反腐败
2021年5月27日，原湖南广播电视大学党委副书记、校长彭元涉嫌严重违纪违法接受纪委监委调查。

## 脚注
1. ↑  “和谐”出自汉朝郑玄《诗经·笺注》：“后妃说乐君子之德，无不和谐。”；“进取”出自《论语·子路》：“狂者进取，狷者有所不为也。”
2. ↑  “拼搏”出自容国团的名句“人生能有几回搏，此时不搏何时搏。”；“求索”出自春秋楚国屈原《楚辞·离骚》：“路曼曼其脩远兮，吾将上下而求索。”